# 統一夢時代
統一夢時代（トンイー・モンシーダイ、とういつむじだい、正式名称：統一夢時代購物中心）またはドリーム・モール（英語: Dream Mall）は台湾高雄市前鎮区に位置する2007年開業の複合商業施設。総面積は台湾最大かつ当時アジアでも6番目、世界でも11番目の広さで、来場者数も毎年2,000万人規模を誇る高雄屈指の名所。開業以来、毎年年末年始に高雄市政府主催で年越しイベントが開催されている。入居する日本企業では「とういつゆめじだい」とする例もある。
前鎮区の再開発地区高雄多功能経済貿易園区の一角に統一企業傘下の統正開發股份有限公司が投資、開発した。百貨店部分の前館と、モール部分の後館で構成されており、両館は連絡橋で繋がっている。後館はシロナガスクジラをモチーフにした青色の棟で藍鯨館と呼ばれている。

## 沿革
- 2006年3月3日 - 統一超商（台湾セブン-イレブン）と阪急百貨店が技術提携を締結[4]。
- 2007年
  - 3月30日 - 夢時代購物中心が仮開業[1]。
  - 5月12日 - 夢時代購物中心が正式開業[1]。
  - 10月7日 - 「統一百華公司」が統一阪急百貨開業
- 2008年 - ICSC（ショッピングセンター国際評議会）主催 2008 ICSCアジアショッピングモール大賞「国際設計開発類」銀賞を受賞[5]。
- 2013年1月1日 - 統一企業とエイチ・ツー・オー リテイリング（阪急百貨店）との提携解消に伴い運営会社を統合[6]、それぞれ「統一時代百貨」「統一夢時代購物中心」に改称[7]。
- 2016年
  - 3月2日 - 百貨店部門で阪急との提携が終了[8]。
  - 7月4日 - ライトレール夢時代駅が正式開業。

### 将来
2期計画として高層住宅とホテルを開業する計画が進行中。

## 店舗
| 右側の茶色の建物が旧統一阪急、現統一百貨 |  | 夢時代モール部門の建屋 |  | 観覧車 |
| 右側の茶色の建物が旧統一阪急、現統一百貨 |  | 夢時代モール部門の建屋 |  | 観覧車 |

開業時は百貨店部分とモール部分で運営会社はともに統一企業に属していたが別個の企業で、免税手続きの条件やポイント付与なども別々だった。

### 統一時代百貨高雄店
当モールの核店舗でフロアはB1F - 6F。

### ドリームモール
藍鯨館にある百貨店以外のモール店舗。フロアはB2F-9Fまでと屋上で構成されている。統正開発公司が運営していた。
牛仔大道（3F）、潮流大道(4F)の通路は「鯨の体内」をテーマに五月天のボーカル阿信（陳信宏）と台湾のデザイナー兼イラストレーター不二良が共同でデザインした。また両者が共同で展開しているブランド「Stayreal」のサブブランド「RockCoco」の店舗も出店している。
- シネマーク・シアターズ（繁体字中国語: 喜滿客影城） - シネマコンプレックス
- 夢時代OPEN PLAZA - 統一企業のマスコットOPENちゃんの専門店
- トイザらス
- Tom's World（ゲームセンター）
- ダイソー
- 誠品書店高雄夢時代店[12]
- JASON MARKET PLACE（英語版）

など

#### 観覧車
藍鯨館屋上のアミューズメントパークに「高雄之眼」と呼ばれる直径50メートル、高さ102.5メートルの観覧車がある。地上高は台湾最高であり（海抜高度は義大世界購物廣場が国内最高）、直径は台湾で5指に数えられる。
日本の泉陽興業が設計、製造を監修し、中国鋼鉄グループの中鋼機械公司が組立を行った。イルミネーションのパターンは100種類以上ある。
時速約10km/hで1周に15分程度を要する。高雄港、西子湾、寿山などが観覧できる。2008年4月1日にシースルータイプのゴンドラを導入。

## 交通

### 鉄道
- 高雄捷運環状軽軌（LRT）夢時代駅すぐ
- 高雄捷運紅線凱旋駅から徒歩約12分

### 公路客運
- 屏東客運（中国語版）9117路、9117A路（高雄 - 墾丁、鵝鑾鼻）「夢時代」停留所（東側の中山路にある）から徒歩約15分

### 市轄バス
- 高雄市公車
  - 15、35、36、70、214、中華幹線、168環状東線/西線：「夢時代」下車すぐ
  - 35、25、69、12：「捷運凱旋駅」下車、LRTまたは無料シャトルバス乗換

### 無料シャトルバス
- 捷運凱旋駅から週末と休日のみ運行中。

また、市内オープントップダブルデッキ観光バスの発着地点でもある